# NGC 2625
NGC 2625 este o galaxie spirală situată în constelația Racul. A fost descoperită în 30 octombrie 1864 de către Albert Marth.